# Bayıryüzü, Bartın
Bayıryüzü là một xã thuộc thành phố Bartın, tỉnh Bartın, Thổ Nhĩ Kỳ. Dân số thời điểm năm 2011 là 700 người.